# F4 비자
F4 비자는 재외동포 비자로서 법무부 장관이 부여하는 비자이다. 취득하기 위해선 부모가 한국 국적을 보유했어야 한다. 선거권과 피선거권이 존재하지 않는다. F4 비자를 받은 사람은 1.단순노무행위 2.선량한 풍속과 사회질서에 반하는 행동 등등이 있는 경우 제한될 수 있다.

## 같이 보기
- 대한민국의 비자 정책